# Denis Mensjov
|  | Denne artikel eller sektion om sport er forældet eller ikke opdateret. Se artiklens diskussionsside eller historik. |

Denis Nikolajevitj Mensjov (russisk: Денис Николаевич Меньшов, ofte translittereret Denis Menchov) (født 25. januar 1978 i Orjol) er en tidligere professionel, russisk cykelrytter.

## Karriere
Mensjov begyndte sin professionelle karriere i 2000, da han skrev kontrakt med Banesto-holdet under ledelse af José Miguel Echevarri. Hans første succes kom i 2001, da han vandt Tour de l'Avenir, et etapeløb for professionelle ungryttere. Året efter vandt han en etape og bjergtrøjen i Dauphiné Liberé. I 2003 fik Mensjov sit gennembrud, da han sluttede som nr. 11 i Tour de France og vandt den hvide ungdomstrøje.[kilde mangler] 2004 var det sidste år, han kørte for Banesto, og det var hans mest succesfulde.[kilde mangler] Han vandt Baskerlandet Rundt, en etape i Vuelta a Aragon, en etape i Paris-Nice og femte etape i Spanien Rundt,[kilde mangler] fra Zaragoza til Morella.
Da Mensjovs kontrakt løb ud i september 2004, skiftede han til hollandske Rabobank på en to-årig kontrakt. Her blev han holdkaptajn efter Levi Leipheimers farvel til holdet. Han var holdets kaptajn under Tour de France 2005, men på grund af en forkølelse sluttede han som nummer 85, 2 timer og 35 minutter efter Lance Armstrong. Hans Vuelta a España 2005 var dog mere succesfuldt. Mensjov vandt enkeltstarten på første etape til Granada[kilde mangler] og enkeltstarten på niende etape til Lloret de Mar,[kilde mangler] og kørte i den gyldne førertrøje for en tid. På 15. etape tabte han dog Roberto Heras af syne på en stigning og sluttede løbet samlet som nummer to, bag Heras. Roberto Heras blev senere diskvalificeret for brug af doping, og Mensjov blev udråbt som officiel vinder af 2005-Vueltaen.[kilde mangler] Han vandt også løbets kombinerede klassement.[kilde mangler]
Under Tour de France 2006 vandt Mensjov 11. etape, der også var den anden bjergetape på årets Tour (Tarbes til Val d'Aran-Pla-de-Beret).[kilde mangler] Han vandt etapen efter en hård sprint mod amerikanerne Levi Leipheimer og Floyd Landis fra henholdsvis Gerolsteiner og Phonak. Han havde gode udsigter til at slutte på podiet, men på den sidste uge satte trætheden ind,[kilde mangler] og han faldt fra en samlet tredjeplads til en sjetteplads.[kilde mangler]
Det følgende år var han holdkaptajn for Rabobank i Tour de France, men da holdkammeraten, danske Michael Rasmussen, tidligt i løbet vandt den gule førertrøje og efterfølgende forsvarede den på en enkeltstart, måtte Mensjov bøje sig[kilde mangler] for holdets krav og fungere som Rasmussens hjælperytter. Efter 17. etape forlod Denis Mensjov løbet, dagen efter[kilde mangler] holdkammeraten Michael Rasmussen var blevet taget ud af Touren af Rabobank.
Mensjov fik sin oprejsning i Vuelta a España 2007, som han relativt uproblematisk[kilde mangler] vandt foran Team CSCs Carlos Sastre. Sejren blev grundlagt med stærk kørsel på både bjerg- og enkeltstartsetaper.
Mensjov blev i 2010 udgaven af Tour De France nummer 3.[kilde mangler] Kun slået af Alberto Contador(1. plads) og Andy Schleck(2. plads). Han var 2 minutter og 1 sekund efter Alberto Contador og 1 minut og 22 sekunder efter Andy Schleck.[kilde mangler]

## Grand Tour-resultater
| Denis Mensjov: Grand Tour-resultater | Denis Mensjov: Grand Tour-resultater | Denis Mensjov: Grand Tour-resultater | Denis Mensjov: Grand Tour-resultater | Denis Mensjov: Grand Tour-resultater | Denis Mensjov: Grand Tour-resultater | Denis Mensjov: Grand Tour-resultater | Denis Mensjov: Grand Tour-resultater | Denis Mensjov: Grand Tour-resultater |
| ------------------------------------ | ------------------------------------ | ------------------------------------ | ------------------------------------ | ------------------------------------ | ------------------------------------ | ------------------------------------ | ------------------------------------ | ------------------------------------ |
|                                      | 2005                                 | 2006                                 | 2007                                 | 2008                                 | 2009                                 | 2010                                 | 2011                                 | 2012                                 |
| Giro d'Italia                        |                                      |                                      |                                      |                                      |                                      |                                      |                                      |                                      |
| Sammenlagt                           | -                                    | -                                    | -                                    | 5                                    | 1                                    |                                      |                                      | {{{SamletGdI12}}}                    |
| Bjergkonkurrencen                    | -                                    | -                                    | -                                    | >10                                  | 3                                    |                                      |                                      | {{{BjergGdI12}}}                     |
| Pointkonkurrencen                    | -                                    | -                                    | -                                    | >10                                  | 2                                    |                                      |                                      | {{{PointGdI12}}}                     |
| Ungdomskonkurrencen                  | -                                    | -                                    | -                                    | -                                    | -                                    |                                      |                                      | {{{UngGdI12}}}                       |
| Etapesejre                           | -                                    | -                                    | -                                    | 0                                    | 2                                    |                                      |                                      | {{{EtapGdI12}}}                      |
| Tour de France                       |                                      |                                      |                                      |                                      |                                      |                                      |                                      |                                      |
| Sammenlagt                           | 85                                   | 5                                    | udg.                                 | 4                                    | 51                                   | 3                                    |                                      | {{{SamletTdF12}}}                    |
| Bjergkonkurrencen                    | >10                                  | >10                                  | -                                    | >10                                  | >10                                  | >10                                  |                                      | {{{BjergTdF12}}}                     |
| Pointkonkurrencen                    | >10                                  | >10                                  | -                                    | >10                                  | >10                                  | >10                                  |                                      | {{{PointTdF12}}}                     |
| Ungdomskonkurrencen                  | -                                    | -                                    | -                                    | -                                    | -                                    | -                                    |                                      | {{{UngTdF12}}}                       |
| Etapesejre                           | 0                                    | 1                                    | 0                                    | 0                                    | 0                                    | 0                                    |                                      | {{{EtapTdF12}}}                      |
| Vuelta a España                      |                                      |                                      |                                      |                                      |                                      |                                      |                                      |                                      |
| / Sammenlagt                         | 1                                    | udg.                                 | 1                                    | -                                    | -                                    |                                      |                                      | {{{SamletVaE12}}}                    |
| / Bjergkonkurrencen                  |                                      | -                                    | 1                                    | -                                    | -                                    |                                      |                                      | {{{BjergVaE12}}}                     |
| / Pointkonkurrencen                  |                                      | -                                    | 2                                    | -                                    | -                                    |                                      |                                      | {{{PointVaE12}}}                     |
| Kombinationskonkurrencen             |                                      | -                                    | -                                    | -                                    | -                                    |                                      |                                      | {{{KombVaE12}}}                      |
| Etapesejre                           | 2                                    | -                                    | 1                                    | -                                    | -                                    |                                      |                                      | {{{EtapVaE12}}}                      |

- udg = udgået